# Polana Rogoźniczańska
Polana Rogoźniczańska – śródleśna polana na północny zachód od Kir, należąca do Tatrzańskiego Parku Narodowego.
Polana znajduje się na wysokości ok. 910 m n.p.m. Zlokalizowana jest między Polaną Biały Potok a Kirową Wodą. Stanowi własność Tatrzańskiego Parku Narodowego, który urządził na niej obozowisko turystyczne w 1961 roku. Sąsiadujący las należał do mieszkańców Starego Bystrego, nazywanego Rogoźnikiem. Stąd zapewne nazwa polany.
W miesiącach letnich od końca czerwca do końca sierpnia Polski Związek Alpinizmu uruchamia na Polanie Rogoźniczańskiej obozowisko dla wspinaczy udających się w Tatry Zachodnie ze zniżkami w opłatach za noclegi dla osób, które ukończyły kurs taternicki lub uzyskały kartę taternika bądź też kartę taternika jaskiniowego.